# 蓬加伊
蓬加伊是巴西圣保罗州的一个市镇。总面积183.382平方公里，总人口3473人，人口密度18.9人/平方公里。